# Parras
Parras eller Parras de la Fuente är en ort och kommun i delstaten Coahuila i Mexiko. Centralorten har cirka 35 000 invånare.
Orten är belägen i en dal mellan Torreón och Saltillo. Parras ingår sedan 2004 i vad Mexikos turistdepartement kallar Pueblos Mágicos. Parras är ett centrum för lucha libre, och shower hålls regelbundet varje vecka.